# Великий Куналей
Великий Куналей (рос. Большой Куналей) — село Тарбагатайського району, Бурятії Росії. Входить до складу Сільського поселення Великокуналейське.
Населення — 1072 особи (2015 рік).